# Ла-Морісі (національний парк)
Національний парк Ла-Морісі (фр. Parc national de la Mauricie) — національний парк, розташований поблизу Шавінігану в Лаврентійських горах, у регіоні Морісі, Квебек, Канада. Він охоплює 536 км2 (207 миля2) на півдні Канадського щита, що межує з низовиною Святого Лаврентія. У парку 150 озер і багато ставків.
Парк розташований у межах східного лісобореального перехідного екорегіону. Ліси в цьому регіоні вирубували з середини 19 до початку 20 століття. Ліси парку відросли і містять суміш хвойних і змішаних листяних дерев.
Дика природа парку включає лосів, чорних ведмедів, бобрів і видр. Він підтримує невелику кількість лісових черепах, рідкісних для Канади. Парк є популярним місцем для кемпінгу, веслування на каное та байдарках.
Парк названий на честь сусідньої річки Сен-Моріс на схід від парку. Річка Матавін протікає вздовж західної та північної межі парку.

## Топоніміка
Назва «Морісі» була вперше використана в 1933 році єпископом Альбертом Тесьє для позначення адміністративного регіону уряду Квебеку, головною ознакою якого є долина Сен-Моріс. Вододіл річки Сен-Моріс також частково контролюється адміністративними регіонами Ланодьєр (захід), Джеймс-Бей (північ) і Сагне-Ляк-Сен-Жан (схід). Крім того, адміністративний регіон Морісі охоплює інші вододіли, включаючи річку Шамплейн і половину території Батісканії Квебек.
Як і річка Сен-Моріс, вона була названа на честь панування Моріса Пулена Лафонтена. Земля була фортецею, наданою його дружині в 1676 році біля гирла річки. У 1723 році цей «феод» (область урожаю) було визнано Сен-Морісом, а річку, яка раніше називалася «Річка Трьох Річок», протягом більшої частини XVIII століття було замінено нинішнім топонімом. Річка також відома атикамек під назвою Тапіскван Сіпі («Річка голки з ниткою»). Плем'я віандот знає його під назвою Оквінтонділі, а абенаки — під назвою Мадобалоденітек.

## Географія
Національний парк Морісі розташований у провінції Квебек, Канада, приблизно за 15 кілометрів (9,3 миля) на північ від Шавінігана і приблизно за 45 кілометрів (28 миля) на північ від міста Труа-Рів'єр. Він межує з річкою Сен-Моріс на сході та річкою Матавін на півночі. До нього можна дістатися з сіл Сен-Жан-де-Піль і Сен-Матьє-дю-Парк. Інший доступ також можливий через Сен-Жерар-де-Лорентид. Парк поширюється лише на три муніципалітети: Шавініган, Сен-Матьє-дю-Парк і Сен-Рош-де-Мекінак.
На заході він межує із заповідником дикої природи Мастігуш, а на півночі — із заповідниками Зек-дю-Шапо-де-Пей і Сен-Моріс.

### Геологія

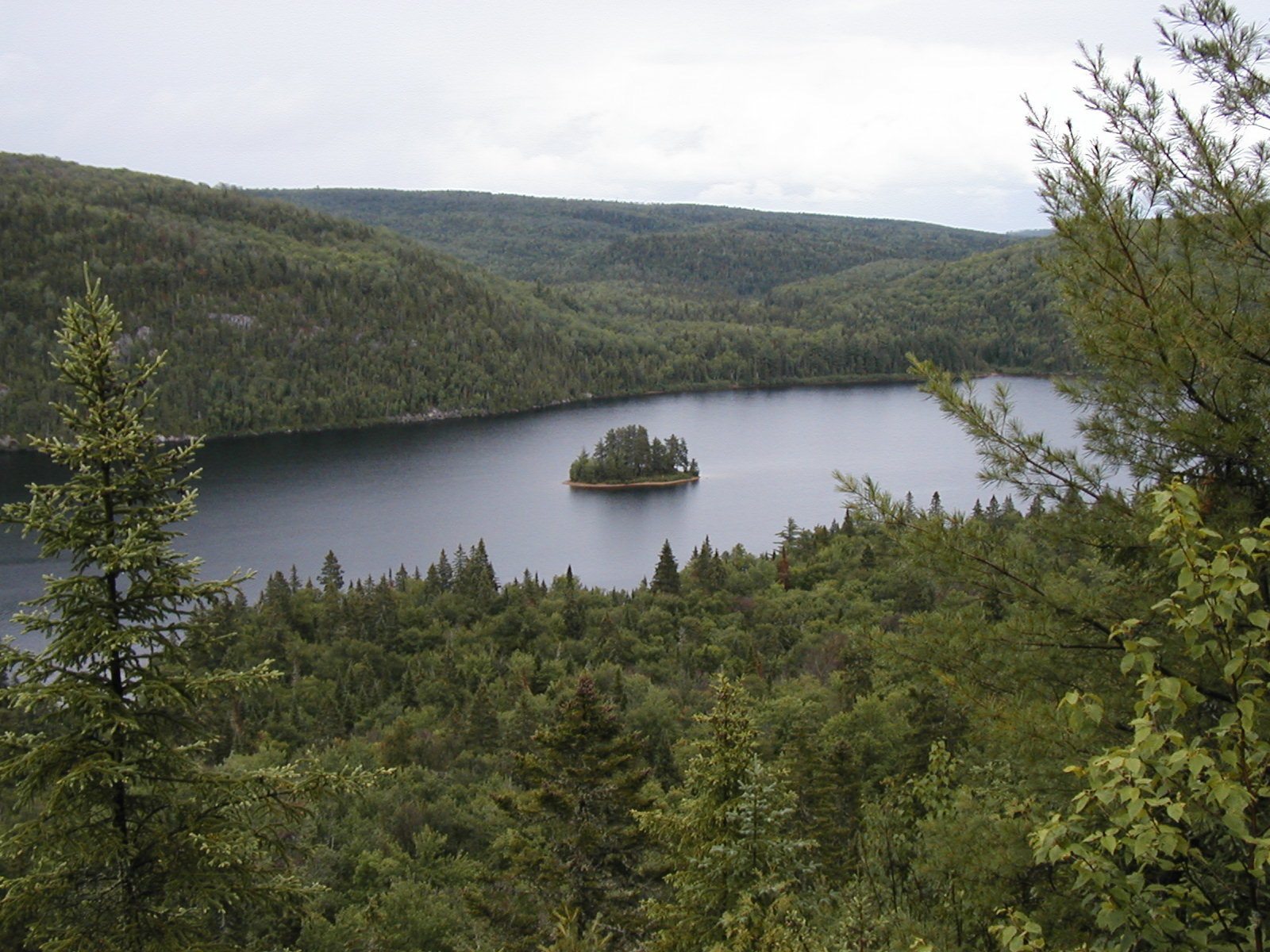
Острів Пайнс (Île aux pins) посеред озера Вапізагонке

Парк розташований у Квебеку, на південь від Канадського щита. Парк є частиною провінції Гренвіль, найновішої з семи геологічних провінцій, які становлять весь докембрійський період Канадського щита. Парк сам по собі є частиною плато, що має пологий нахил зі сходу на захід, від 150 метрів (490 фут) біля річки Сен-Моріс приблизно до 500 метрів (1 600 фут) внутрішній. Це плато старіших метаморфічних порід (955 млн років тому) всіяне долинами та розломами. Нижні долини затоплені недавніми відкладеннями від відступаючих льодовиків Вісконсинського зледеніння.

### Гідрографія

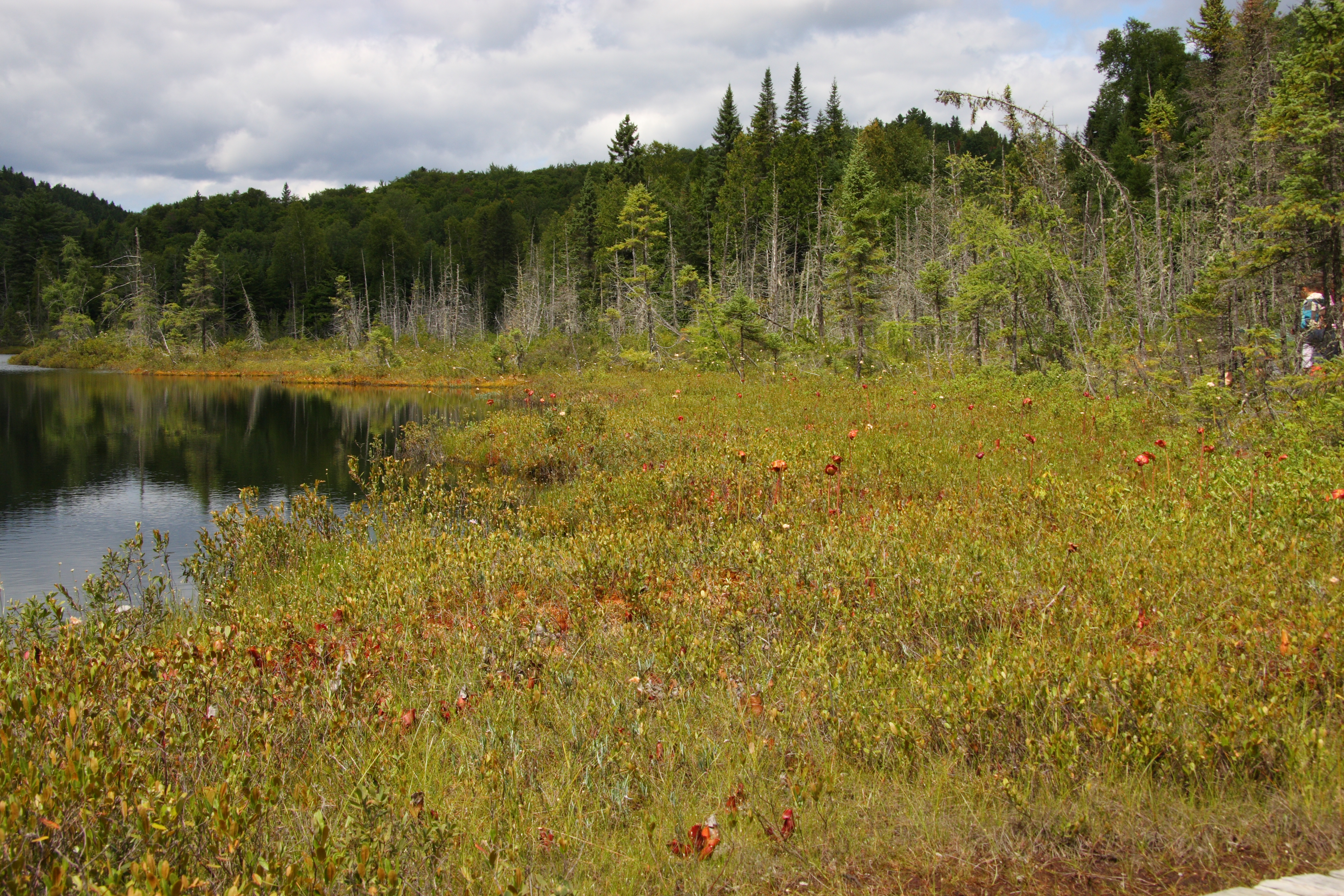
Lac de la Tourbière (озеро Бог)

На території національного парку близько 150 озер. Розмір озера варіюється від невеликих боліт на високих висотах, що містять кислу воду, до найбільших долинних озер із чистою водою. Усі озера та струмки впадають у Сен-Моріс річками «À la pêche» (Шавініган), Матавін і Шавініган.

## Природна спадщина
Національний парк Морісі розташований у зеленій зоні рівня I, створеній Комісією екологічного співробітництва північних лісів. Він також повністю входить до екорегіону II рівня щита змішаних лісів і екологічного рівня III регіону Південних Лаврентійців.
На національному рівні Національний парк розташований в екорегіоні Південні Лаврентійські острови, сам розташований в екопровінції Південний бореальний щит і Бореально-бореальний щит.

### Флора

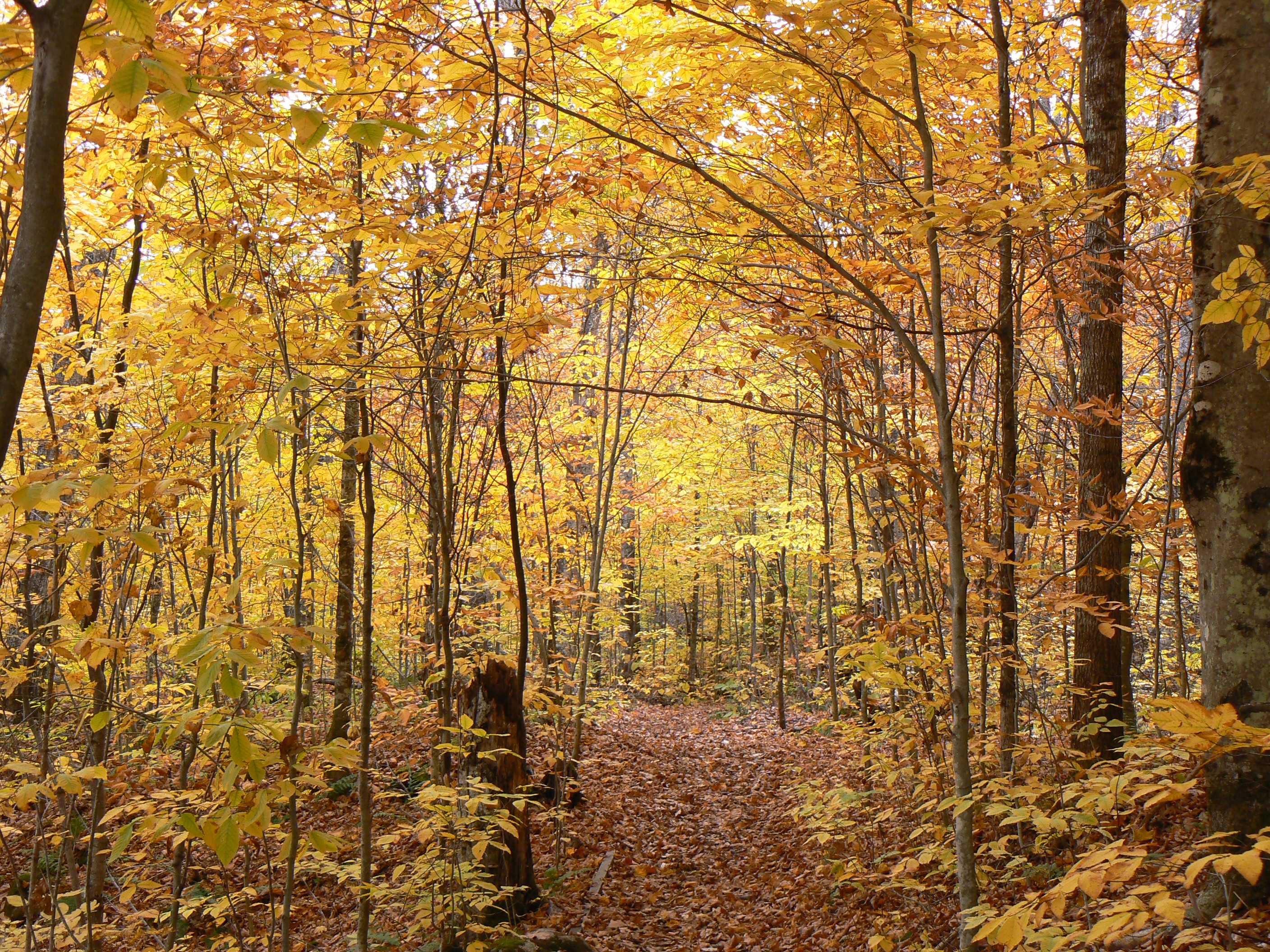
Флора падає на шляху озера Габет

У парку налічується понад 440 видів судинних рослин, 68 видів лишайників і понад 85 видів мохів. У парку також є 27 видів рідкісних або особливих рослин.
Ліси займають 93 % території. Він розташований на північній лінії дерев Квебеку. Існує 30 видів різних дерев. Парк є частиною ареалу від клена до жовтої берези (Acer saccharum і Betula papyrifera), які займають освітлені схили та добре дреновані ґрунти. Ялиці бальзамисті (Abies balsamea), сосни (Pinus sp) і ялини (Picea sp) поширені на скелястих урвищах і заболочених місцях. Він включає зникаючий вид, горіх сірий (Juglans cinerea).

### Дика природа

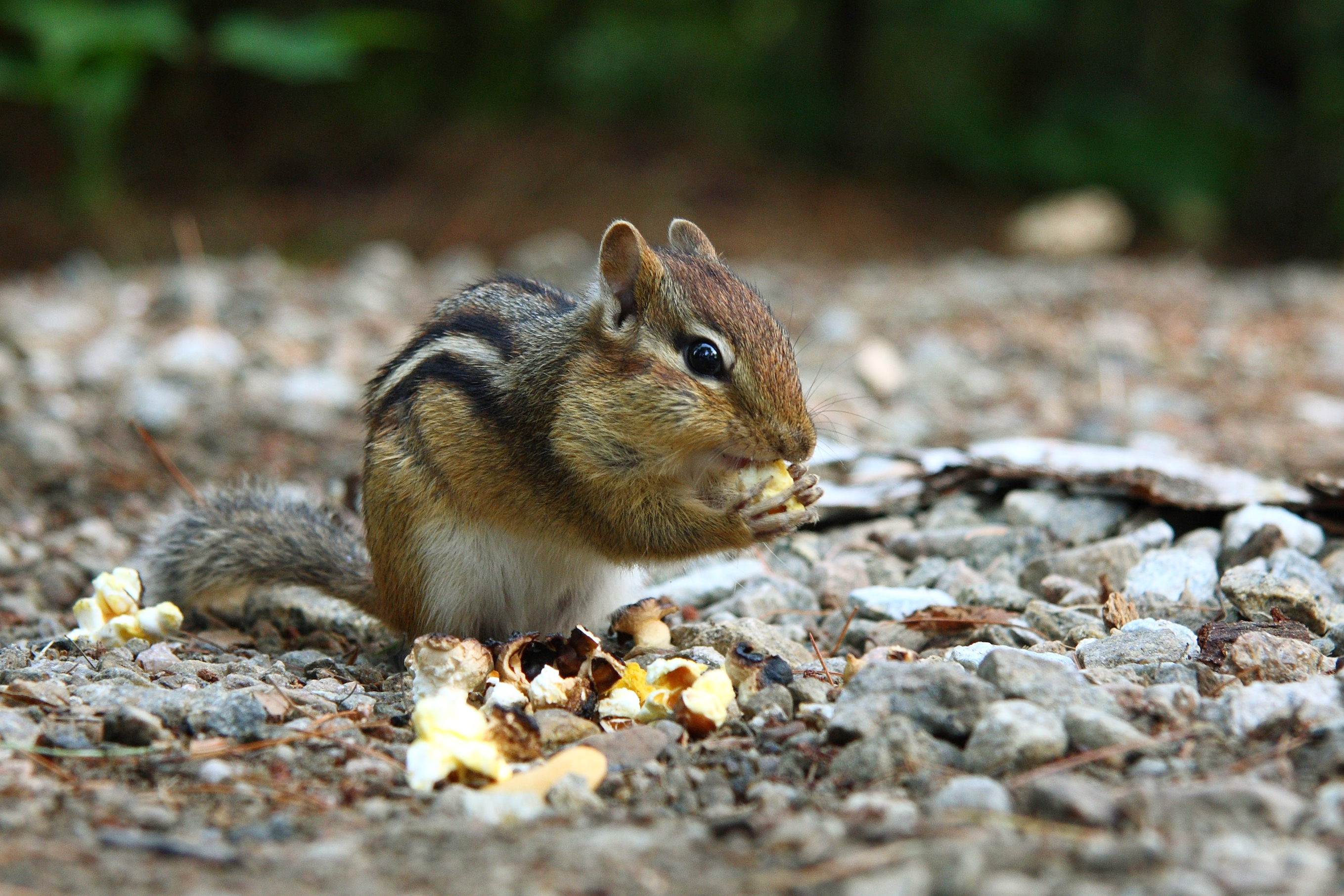
Бурундук (Tamias striatus)

У парку зберігаються популяції юнка сірого (Junco hyemalis). Змішані ліси населяють орябок (Bonasa umbellus), сизойка блакитна (Cyanocitta cristata), гаїчка світлокрила (Poecile atricapillus) і зяблик пурпурний (Carpodacus purpureus). Смугастоволець оливковий (Seiurus aurocapilla), Пісняр-лісовик сизий (Dendroica caerulescens), дрізд-короткодзьоб бурий (Catharus fuscescens), віреон червоноокий (Vireo olivaceus), піві лісовий (Contopus virens) і совок (Sphyrapicus varius) населяють листяні ліси. Найбільш поширеними хижими птахами, які спостерігаються, є (Pandion haliaetus)Канюк ширококрилий, (Buteo platypterus), сова неоарктична (Strix varia) і пугач віргінський (Bubo virginianus). Водні зони слугують місцем гніздування для гоголя зеленоголового (Bucephala clangula), креха (Mergus merganser), крижня американського (Anas rubripes) і, нарешті, гагари полярної (Gavia immer), яка є емблемою парку. Парк включає вісім видів, які перебувають у зоні ризику, а саме: дрімлюга канадський (Caprimulgus vociferus), анаперо віргінський (Chordeiles minor), голкохвіст східний (Chaetura pelagica), піві північний (Contopus cooperi), канадська очеретянка (Wilsonia canadensis), сапсан (Falco peregrinus) та трупіалець північний (Euphagus carolinus).
Цей парк нараховує лише п'ять видів плазунів: лісову черепаху (Glyptemys insculpta), розписану черепаху (Chrysemys picta) і три види змій, включаючи підв'язкову змію (Thamnophis sirtalis). Тут також наявні чотирнадцять видів земноводних, включаючи шість саламандр і вісім жаб. Один вид, лісова черепаха, вважається зникаючим.
Серед ссавців, які мешкають у цьому парку, є заєць-русак (Lepus americanus), ракун звичайний (Procyon lotor), лось (Alces alces americana), бобер канадський (Castor canadensis), голкошерст канадський (Erethizon dorsatum), бабак лісовий (Marmota monax), лонтра канадська (Lontra canadensis), куниця американська (Martes americana), лисиця звичайна (Vulpes vulpes), ведмідь барибал (Ursus americanus), койот (Canis latrans), рись канадська (Lynx canadensis), візон річковий (Neogale vison), ілька (Pekania pennanti), вовк східний (Canis lycaon).
Більшість озер мають відносно бідну рибну фауну через молодість країни. Найчастіше зустрічається палія американська (Salvelinus fontinalis), особливо на півночі парку. Isaiah, French і Bérubé зустрічаються на низьких висотах, де озера мають найбільше біорізноманіття, а також популяції ціп'яка (Pungitius pungitius) і лободи (Cottus ricei). В озерах також є єдина французька популяція палії (Salvelinus alpinus) парку. Цій популяції загрожувала інтродукція на початку століття кількох інвазивних видів риб, таких як головень (Semotilus atromaculatus). 19 видів риб були завезені людиною протягом 19-го і 20-го століть.

## Історія
Найдавніші останки людини в парку датуються архаїчним періодом у Північній Америці, між 7000 і 3000 роками до н. е. 34 «протоісторичні» археологічні пам'ятки свідчать про те, що корінні американці, які часто відвідували парк, жили невеликими сімейними групами. Вони в основному займали долину озер Антігамак і Вапізагонке і займалися рибальством, полюванням і збиранням. Скеля озера Вапізагонке також містить наскельні малюнки, які є одним із небагатьох свідків духовності корінних американців тієї епохи. До 17-го століття племена атикамек і алгонкіни відповідно займали північний і південний басейни річки Сен-Моріс, заробляючи на життя в основному пастками і полюванням. Абенаки використовували територію парку в середині 19 століття для полювання та торгівлі.
На початку 19 століття почалися лісозаготівлі. Почалося з рубки білої та червоної сосен на пиломатеріали. Це тривало до 1925 року, коли дерева хорошого діаметру стали дефіцитними. Натомість лісова промисловість звернулася до паперу з деревини, що зробило Морісі одним із найбільших виробників паперу в першій половині 20-го століття. На додаток до вирубки, промисловість значно змінила баланс лісів, висадивши білу ялину 426 гектарів (1 050 акрів) і спричинивши лісові пожежі в 1910 і 1954 роках.

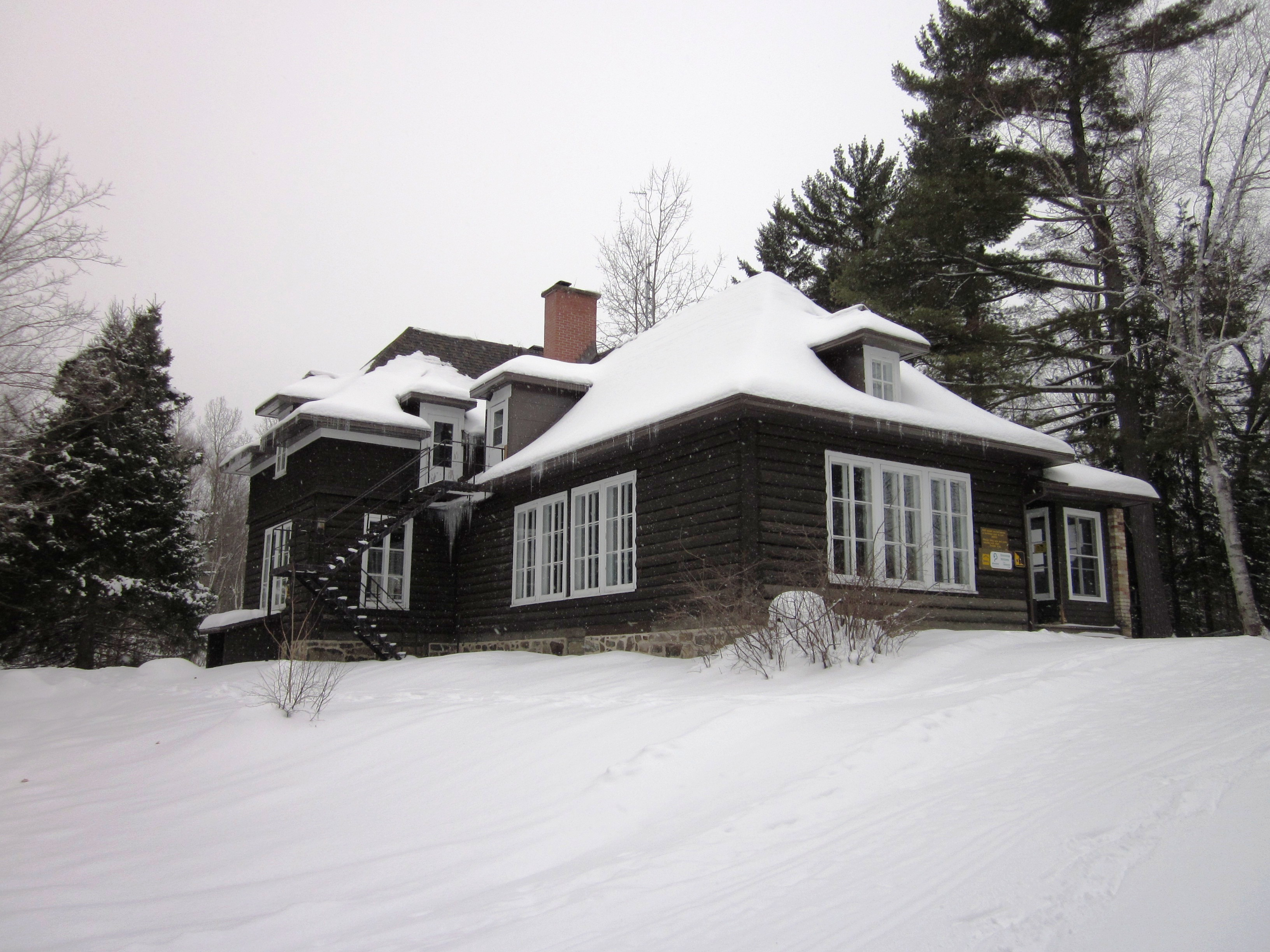
Котедж Вабенакі

Наприкінці 19 століття тут оселилися багаті американські туристи, які відкрили приватні мисливсько-рибальські клуби. Перші три були відкриті Shawinigan Club 1883, Laurentian Club 1886 і Club Commodore 1905. З 1940 року до створення парку в 1970 році на території парку оселилися ще 13 менш престижних клубів. Членство в клубах було вибірковим, і члени мали право полювати та рибалити на території. Хоча вони дозволили певну охорону території парку, ці клуби завезли в озера багато екзотичних видів риб. З цих клубів залишилися лише «будинки Вабенакі та Ендрю», старі володіння Лаврентіанського клубу, розташовані на краю lac à la Pêche (Озеро рибальства). Вони були придбані парками Канади в 1972 році та перетворені на гуртожитки та кімнати для відвідувачів. Котедж на «lac des cinq» (Озеро П'яти), який колись належав родині Браун, сьогодні використовується персоналом парку.
Парк був створений 21 серпня 1970 року після федерально-провінційної угоди. Це створення припинило діяльність 16 приватних клубів на його території.

## Заходи

### Кемпінг на каное
У парку є маршрут для кемпінгу на каное, що дозволяє дістатися до дюжини озер у глибинці, з'єднаних багатьма портами. Ця траса дозволяє дістатися приблизно до 200 кемпінгів, доступних лише на човні.

### Інші види заходів

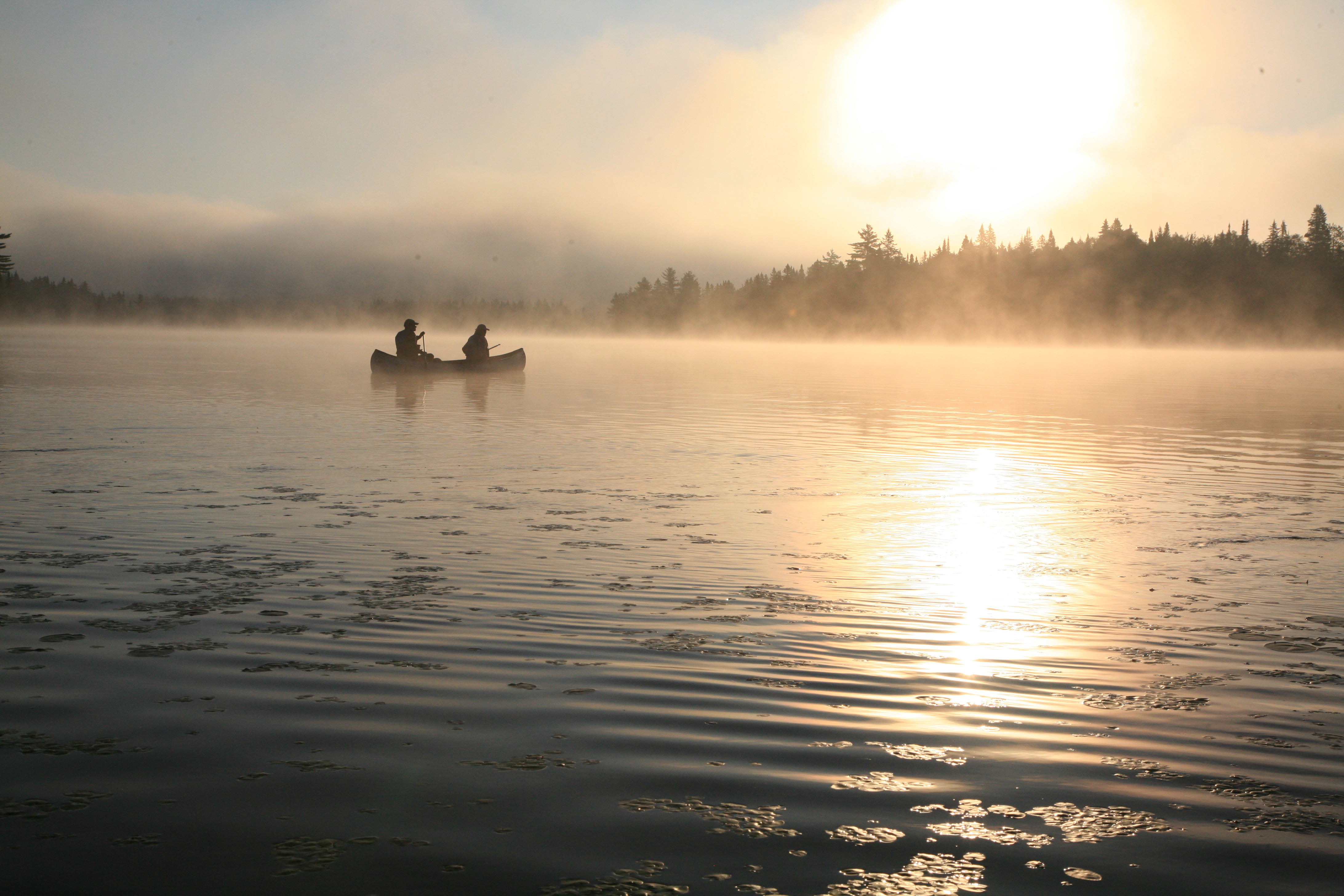
Веслування на Lac du fou (Озеро божевільних) на сході сонця

- Плавання
- Туристичний похід
- Каное
- Каякінг
- Пішохідний туризм
- Волок
- Рабаска
- Ходьба на снігоступах
- Катання на лижах

### Схожі статті
- Національні парки Канади
- Список національних парків Канади
- Список заповідних територій Квебеку
- Муніципалітет регіонального округу Мекінак